# Історія розвитку техніки і технології процесу самоподрібнення руд

Схема млина для сухого самоподрібнення розміром 10,5 X 3,6 м: 1 – синхронний електродвигун; 2 – повна цапфа; 3 – корінний підшипник; 4 – отвори для периферійного розвантаження шматків руди після подрібнення; 5 – барабан; 6 – кожух, що закриває зубчасте колесо; 7 – приводна шестірня, накрита кожухом; 8 – редуктор.

Історія розвитку техніки і технології процесу самоподрібнення руд охоплює ХХ-ХХІ ст.

Млин самоподрібнення ММС-70-23:
1 — завантажувальний пристрій; 2 — підшипник завантаження; 3 — цапфа завантажувальна; 4 — кришка барабана завантажувальна; 5 — обичайки барабана; 6 — кришка барабана розвантажувальна; 7 — цапфа розвантажувальна; 8 — підшипник розвантаження; 9 — вінець зубчатий; 10 — бутара; 11 — електродвигун.

Розвиток самоподрібнення пов'язаний насамперед з удосконаленням технології переробки золотовмісних руд, так як процес вилучення золота із застосуванням ціанування вимагав більш тонкого подрібнення руди, а також виключення з процесу металевих помельних тіл, з тим, щоб звести до мінімуму кількість домішок заліза в пульпі.
Для зниження потрапляння в пульпу апаратного тонкодисперсного заліза (сильного відновника золота) футеровка барабанних млинів виконується з гальки, закріпленої по барабана портландцементом. Замість куль подрібнювальним середовищем використовується також галька. Самоподрібнення ефективне при переробці кімберлітових руд, тому що дозволяє захистити від руйнування кристали алмазів.
Перші згадки про роботу барабанних млинів з гальковим подрібнювальним середовищем датуються 1904 роком. У 1907 р. на руднику Гельденхьюс–Діт Йоханнесбурґу в Південній Африканській Республіці були проведені паралельні випробування двох трубних млинів діаметром 2,7 і довжиною 6,8 м, причому в одному з них як подрібнювальне середовище використовували привезену з Європи гальку, в іншому — великі шматки золотовмісного кварцу. В історичному плані ці випробування вважають початком машинного подрібнення руди рудою, тобто початком самоподрібнення руд.
Перший патент на спосіб подрібнення крупновкрапленої руди і устаткування для здійснення цього процесу був отриманий А. Д. Хадселем в 1908 р. Проте пройшло 24 роки, перш ніж в 1932 р. був виготовлений перший промисловий млин. Діаметр барабана млина 7320 мм, довжина 900 мм, частота обертання 2,66 хв–1, потужність привода 100 кВт. У млині здійснювалося самоподрібнення сульфідної руди від 305 до 0,246 мм. У процесі експлуатації був виявлений ряд конструктивних недоліків, які усувалися у міру реконструкції першого промислового зразка.
Самоподрібнення почало впроваджуватися в схеми рудопідготовки в 1950–62 рр. і набуло поширення в США, Канаді, Швеції, Австралії, Норвегії, ПАР, ФРН, Фінляндії, Туреччині та інш. країнах.
У період 1960—1970 рр. у промислово розвинутих капіталістичних країнах були введені в дію великі фабрики, обладнані млинами самоподрібнення. У Радянському Союзі промислові млини самоподрібнення почали серійно випускатися з 1967 року і на кінець ХХ ст. в експлуатації знаходилося близько 200 млинів типу МБ–70Х23, ММС–70Х23 і ММС–90Х30А. У чорній металургії працюють три великі збагачувальні фабрики, які обладнані млинами самоподрібнення на Інгулецькому, Лебединському і Північному гірничо–збагачувальних комбінатах.
Друга світова війна загальмувала дослідні та проектно–конструкторські роботи з самоподрібнення руд. У повоєнні роки фірми «X. Хардінал», «Аерофол Міллз» широко розгорнули роботи в галузі мокрого та сухого самоподрібнення, в результаті чого цей процес був істотно вдосконалений, створені високопродуктивні промислові млини. Завдяки цьому вже у 1950 р. стала до ладу збагачувальна фабрика «Мангулан», обладнана млинами сухого самоподрібнення діаметром 6,7 м. Фабрика переробляла багату мідну руду. У 1962 р. шість таких млинів було встановлено на фабриці «Керала Лейк» в Канаді. У 1961 р. експлуатувалося 12 млинів мокрого рудного самоподрібнення па фабриці «Лейк–Дженін» (Канада). Діаметр барабана млинів 5,5 м, довжина 1,5 м, потужність привода 440 кВт. У тому ж році стала до ладу фабрика «Крітейшн» (США), на якій були встановлені більші млини розміром 6,7×2,14 м з двома двигунами привода загальною потужністю 660 кВт. Такий же млин було встановлений у 1962 р. на фабриці «Валсто», Швеція для переробки поліметалічних руд. З цього періоду починається ши¬ро¬ке впровадження самоподрібнення для переробки руд чорних і кольорових металів. Вже у 1965 р. закінчується будівництво і починається промислова експлуатація великої збагачувальної фабрики «Вобуш» (Канада) з переробки залізних руд. Подрібнення на цій фабриці здійснюється в більш досконалих млинах мокрого самоподрібнення розміром 7,32×2,44 м з приводом потужністю 1300 кВт. Продуктивність цих млинів до 300 т/год при крупності кінцевого продукту подрібнення до –0,8 мм. Частота обертання барабана 0,75 % критичної (22,5 хв–1), коефіцієнт заповнення — близько 0,42–0,45. У наступні роки за кордоном вступають в дію потужні збагачувальні фабрики, обладнані іншими великими млинами самоподрібнення.
В даний час одним з найбільших зарубіжних підприємств, що застосовують технологію самоподрібнення, є фабрика збагачення «Хіббінг Таконайт» фірми «Пікандз Мазер» (Канада), на якій експлуатуються най-більші млини самоподрібнення з діаметром барабана 11 і завдовжки 4,6 м.
У СРСР дослідження про¬мислового застосування самоподрібнення руд чорних і кольорових металів датуються 1962—1964 рр. Перший в нашій країні дослідно-промисловий млин мок¬рого самоподрібнення діаметром 5,7 м був встановлений на одному з підприємств «Якуталмаз» в 1964 р. Млин такого ж діаметру в 1964—1968 рр.. випробовувався на ЦГЗК для сухого самоподрібнення криворізьких залізних кварцитів.
У 1966—1967 рр. на НКГЗК (Новокриворізький гірничозбагачувальний комбінат) були проведені випробування дослідно–промислового млина мокрого самоподрібнення МБ–70–22. З урахуванням результатів цих випробувань була розроблена технічна документація і розпочато виробництво вітчизняних млинів МБ–70–23 з об'ємом барабана 80 м3. У січні 1969 р. два такі млини почали експлуатуватися на першій, найбільшій у чорній металургії фабриці мокрого самоподрібнення руд — РЗФ–2 ІнГЗК в Кривому Розі. До кінця 1969 р. на цій фабриці було встановлено вже 10 таких млинів, а в грудні 1970 р. була здана в експлуатацію РЗФ–2 ІнГЗК, обладнана 16 млинами мокрого самоподрібнення МБ–70–23 і такою ж кількістю млинів рудного подрібнення МРГ–45–75. Зі збільшенням обсягу видобутку руди на ІнГЗК збагачувальна фабрика продовжувала розширюватися і подальша її черга (РЗФ–3) була також обладнана модернізованими млинами ММС–70–23.
З урахуванням позитивного досвіду впровадження самоподрібнення на ІнГЗК на родовищі Курської магнітної аномалії була споруджена і в 1974 р. здана в експлуатацію велика збагачувальна фабрика, обладнана млинами ММС–70–23.
Паралельно з широким впровадженням у гірничорудну промисловість серійних млинів ММС–70–23 Механобрчормет спільно з партнерами розробляв більш габаритний млин самоподрібнення більшої одиничної потужності з об'ємом барабана 160 м3. Перший дослідний зразок такого млина з розміром барабана 9×3 м (МБ–90–30) був випробуваний на дослідній фабриці ІнГЗК в 1973—1975 рр. З урахуванням результатів цих випробувань була виготовлена дослідно–промислова партія найбільших вітчизняних млинів мокрого самоподрібнення ММС–90–30 з потужністю привода 4000 кВт.
Ці млини були встановлені на II черзі збагачувальної фабрики ЛебГЗК, яка була здана в експлуатацію в 1976 р. Вісім таких же млинів були встановлені на збагачувальній фабриці ПівнГЗК, прийнятої у промислову експлуатацію в 1980 р.
У 1980—1981 рр. млинами ММС–90–30А вдосконаленої конструкції була обладнана третя рудозбагачувальна фабрика ЛебГЗК. Згодом Механобрчорметом видано технічне завдання, а СТЗ розроблено технічний проект найбільшого млина самоподрібнення ММС–105–50 з об'ємом барабана 400 м3 і встановленою потужністю привода близько 10 000 кВт.
Таким чином, у вітчизняній гірничозбагачувальній промисловості кінця ХХ ст. самоподрібнення знайшло широке застосування при підготовці руд до збагачувальної переробки.
За станом на 2010 рік в зарубіжній гірничій промисловості знаходилось в експлуатації близько 160 великих млинів повного чи часткового самоподрібнення, у тому числі 65 з них працювали в залізорудній промисловості, 28 — у мідній, а інші — при збагаченні руди рідкісних і благородних металів.